# Vida en el espejo
«Vida en el espejo» es una canción grabada por la banda mexicana de rock contemporáneo Enjambre. La canción fue escrita por los cinco miembros de la banda —Rafael, Javier, Ángel, Julián y Luis— y producida por el británico Phil Vinall.
Fue lanzada a través de EMI Music México, el 5 de octubre de 2017 como el tercer y último sencillo de su sexto álbum de estudio Imperfecto extraño.«Vida en el espejo» se convirtió en uno de los mayores éxitos comerciales para Enjambre. Se posicionó en el número 64 en las listas del iTunes en Colombia. Fue versionada al género de bolero y danzón para el extended play Torna noches de salón.

## Video musical
El vídeo musical oficial de «Vida en el espejo» fue lanzado en octubre de 2017 en la plataforma digital YouTube. El videoclip ha recibido más de 20 millones de vistas desde su publicación.

## Lista de canciones

### Descarga digital
| Vida en el espejo — Sencillo |                     |          |  |
| N.º                          | Título              | Duración |  |
| 1.                           | «Vida en el espejo» | 4:25     |  |

## Listas

### Semanales
| País     | Lista                         | Mejor posición | Ref.  |
| -------- | ----------------------------- | -------------- | ----- |
| Colombia | iTunes Top 100 Songs (iTunes) | 64             | [ 4 ] |